# Saint-Brice (Manche)
Saint-Brice – miejscowość i gmina we Francji, w regionie Normandia, w departamencie Manche.
Według danych na rok 1990 gminę zamieszkiwało 96 osób, a gęstość zaludnienia wynosiła 38 osób/km² (wśród 1815 gmin Dolnej Normandii Saint-Brice plasuje się na 790. miejscu pod względem liczby ludności, natomiast pod względem powierzchni na miejscu 1067.).